# Margareta av Savojen
Margareta av Savoyen, född 1589, död 1655, var vicedrottning av Portugal och regent i Monferrato. Hon var regent i Monferrato som förmyndare för sin dotter 1612–1634, och Spaniens guvernör i Portugal 1634–1640.

## Biografi

### Tidigt liv
Hon var dotter till hertig Karl Emmanuel av Savoyen och Katarina Mikaela av Spanien. 1608 gifte hon sig med Frans IV av Mantua och Monferrato. Äktenskapet arrangerades av politiska skäl. Paret fick en dotter, Maria. 

### Regent
Då maken avled 1612 strax efter att ha tillträtt de två tronerna Mantua och Monferrato, efterträddes han av sin bror i Mantua, eftersom Mantua inte hade kvinnlig tronföljd. Däremot lät Margareta utropa sin dotter som monark i markisatet Monferrato, och tog kontroll över denna stat som regent under Marias omyndighet. Hon arrangerade 1627 Marias vigsel med Karl, hertig av Rethel, vilket utlöste ett tronföljdskrig med Mantua 1627–1632.

### Vicedrottning
År 1634 utsågs hon av sin släkting, kungen av Spanien, till regent i Portugal, som då tillhörde Spanien, med titeln vicedrottning. Hon blev dock i Portugal känd som hertiginnan av Mantua. 1640 gjorde Portugal uppror mot Spanien. Hennes rådgivare dödades, medan hon förlorade greppet om situationen och blev fången i sitt palats i Lissabon. Hon tilläts sedan resa ur landet av den nye kungen av Portugal.